# Červenec 2017

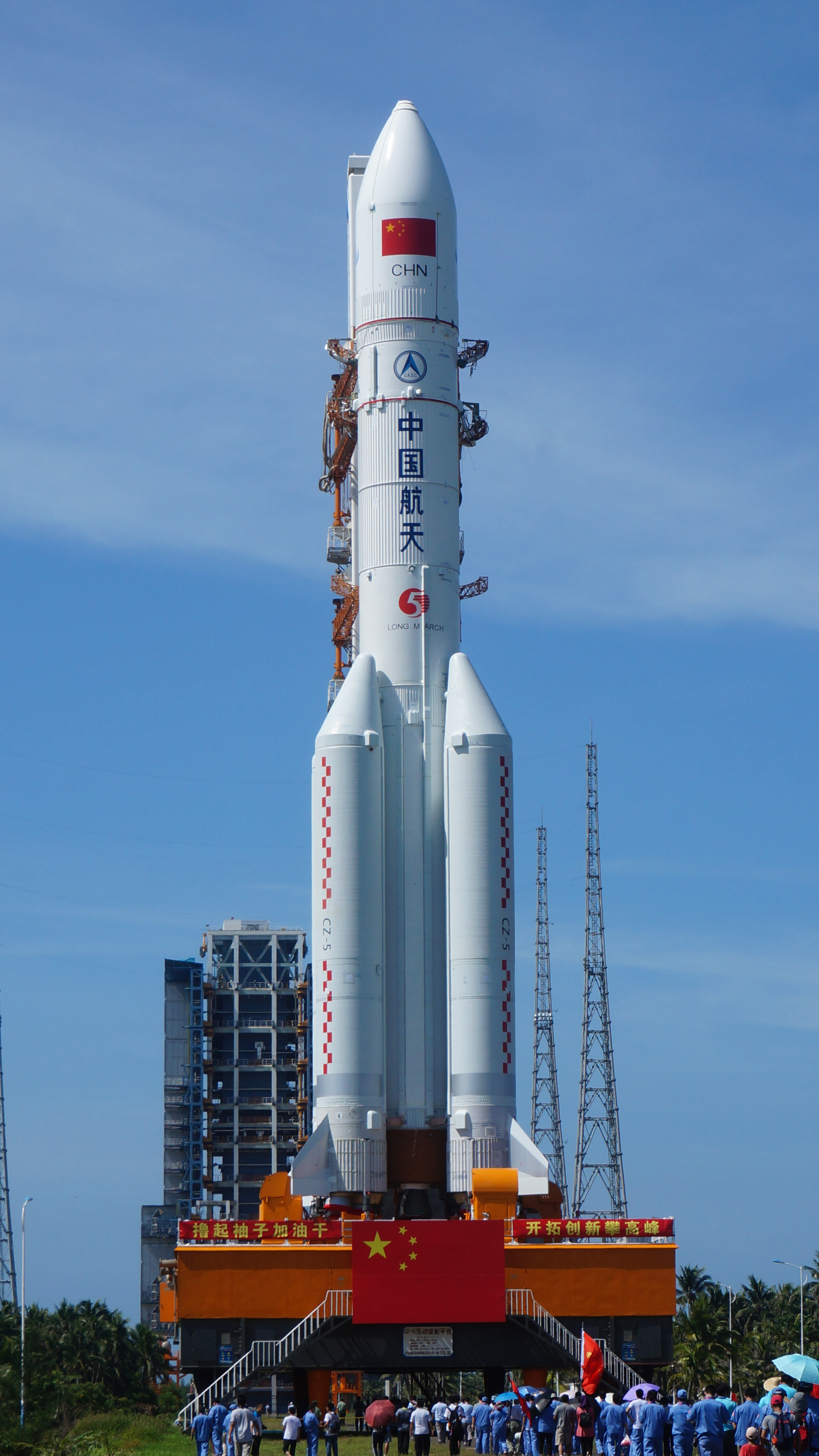
Dlouhý pochod 5

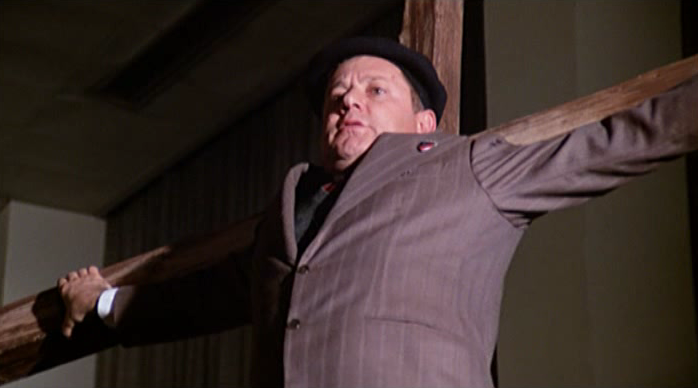
Paolo Villaggio

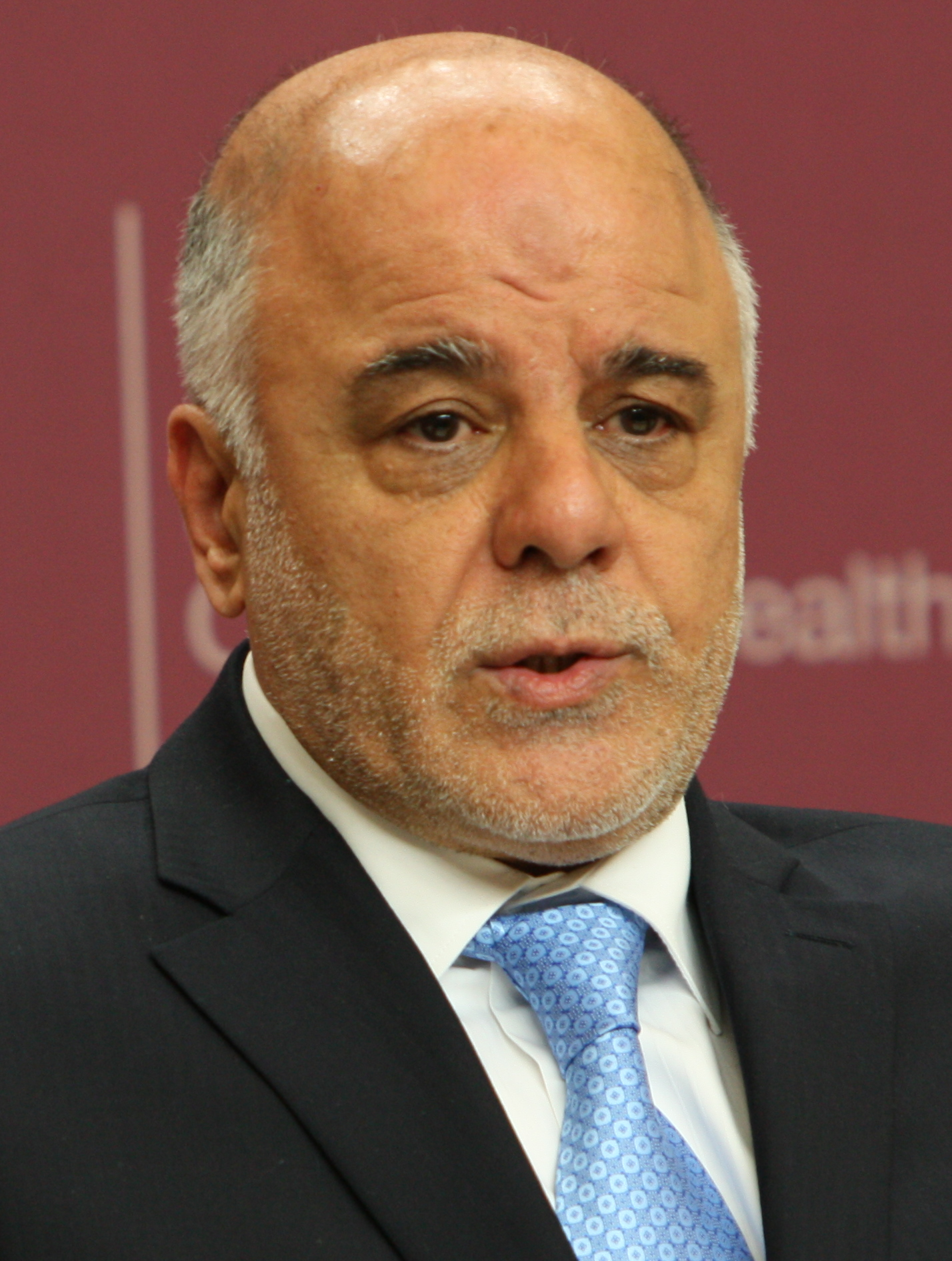
Hajdar Abádí

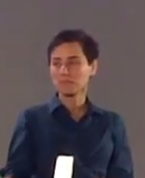
Marjam Mírzácháníová

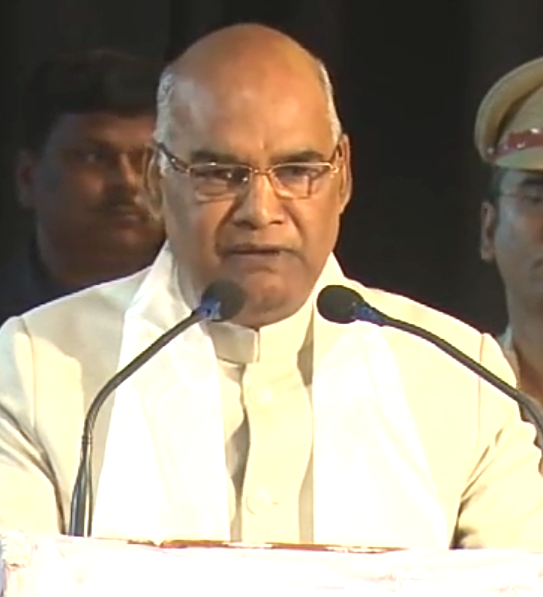
Rám Náth Kóvind

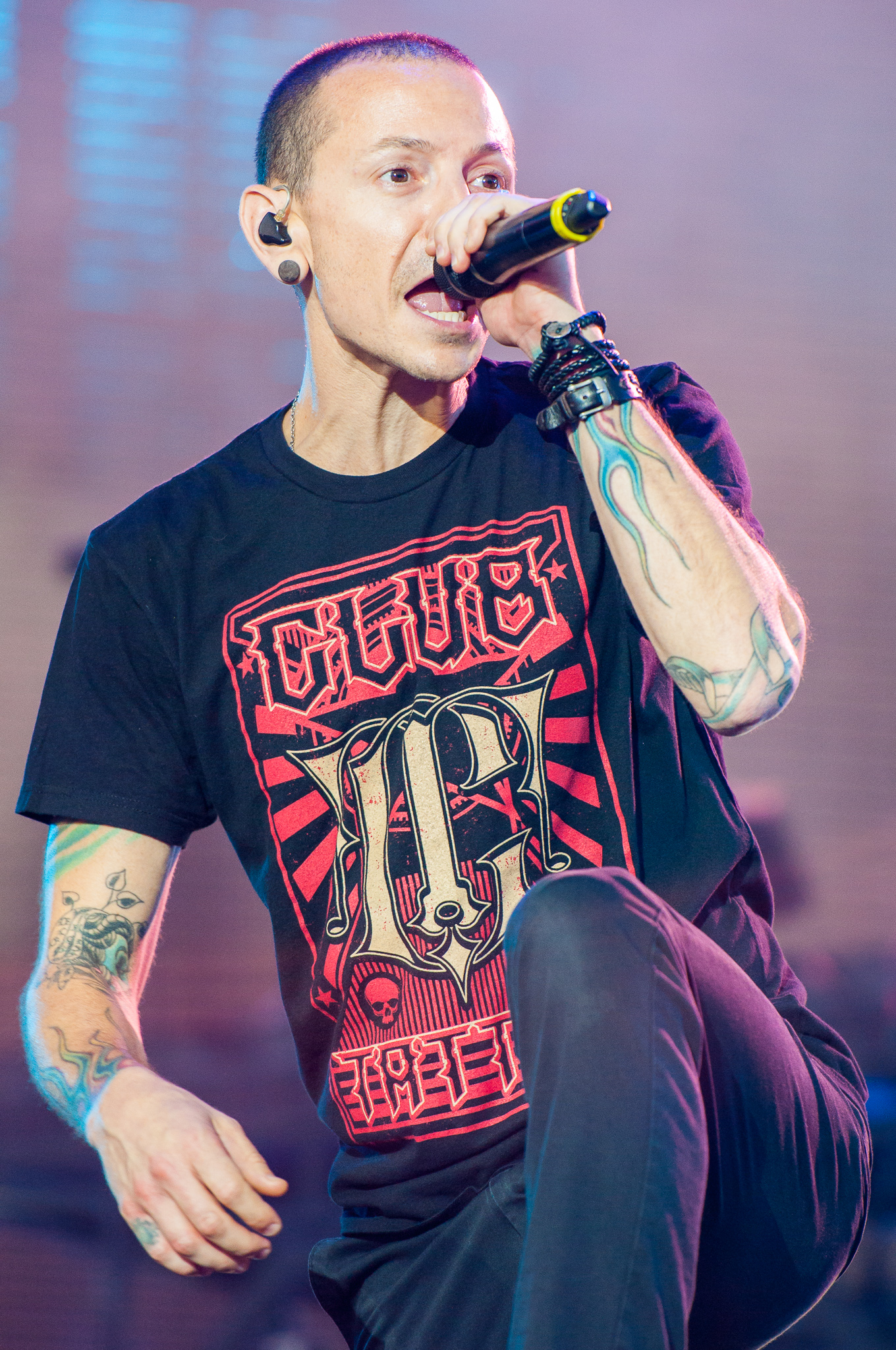
Chester Bennington

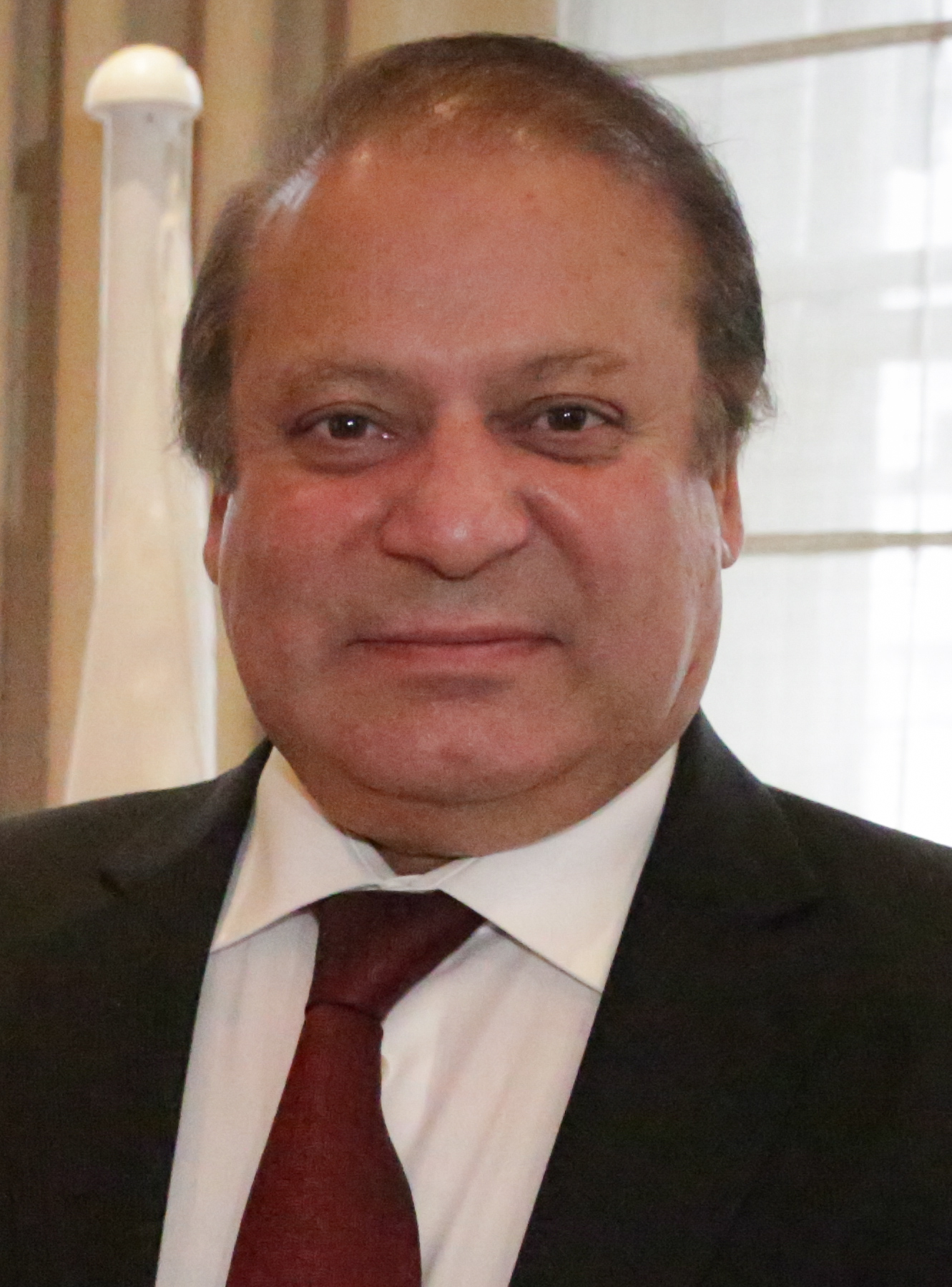
Naváz Šaríf

1. července – sobota
 Kanada oslavila 150. výročí přijetí zákona o Britské Severní Americe a vzniku země.
2. července – neděle
 Čínská raketa Dlouhý pochod 5 selhala hodinu po startu z ostrova Chaj-nanu.
3. července – pondělí
 Čína protestovala proti proplutí amerického torpédoborce USS Stethem kolem jednoho ze sporných Paracelských ostrovů a označila incident za vážnou politickou a vojenskou provokaci.
 Ve věku 84 let zemřel italský herec Paolo Villaggio (na obrázku), známý především jako pan účetní Fantozzi.
5. července – středa
 Na Velehradě se konala tradiční Cyrilometodějská pouť. Hlavním celebrantem poutní bohoslužby byl kardinál Marc Ouellet. V závěru bohoslužby bylo ohlášeno jmenování dvou nových pomocných biskupů pro olomouckou arcidiecézi - Josefa Nuzíka a Antonína Baslera.
 V Bad Füssingu zemřel ve věku 83 let kardinál Joachim Meisner, emeritní arcibiskup v Kolíně nad Rýnem.
6. července – čtvrtek
 Americký prezident Donald Trump přednesl v centru Varšavy svůj první veřejný projev v Evropě.
8. července – sobota
 Novým mongolským prezidentem byl zvolen podnikatel a bývalý zápasník sambo Khaltmaa Battulga.
9. července – neděle
 Irácký premiér Hajdar Abádí oznámil vítězství nad samozvaným Islámským státem a kompletní osvobození Mosulu.
10. července – pondělí
 Výbor pro světové dědictví na svém 41. zasedání v polském Krakově přidal jednadvacet památek na seznam Světového dědictví UNESCO.
11. července – úterý
 Mezinárodní olympijský výbor oznámil, že v září rozhodne o pořádání letních olympijských her v letech 2024 a 2028. Kandidátskými městy jsou pouze Los Angeles a Paříž, která se mají domluvit na pořadí.
 Duet See You Again rapera Wiz Khalify a zpěváka Charlieho Putheho po čtyřech letech sesadil skladbu Gangnam Style jihokorejského rapera PSY z pozice nejsledovanějšího videa na YouTube.
12. července – středa
 Bývalý brazilský prezident Lula da Silva byl nepravomocně odsouzen na 9,5 roku odnětí svobody za korupci a praní špinavých peněz v případu týkajícím se státní ropné společnosti Petrobras.
 Nejméně 200 syrských uprchlíků se vrátilo do vlasti z libanonského města Arsal v rámci dohody zprostředkované hnutím Hizballáh.
 Maltský parlament schválil stejnopohlavní manželství.
13. července – čtvrtek
 Ve věku 61 let zemřel Liou Siao-po, čínský literát, disident a nositel Nobelovy ceny za mír.
14. července – pátek
 Nejméně dva lidé byli ubodání na pláži v egyptském letovisku Hurghada.
 Pět lidí bylo zabito při přestřelce na Chrámové hoře v Jeruzalémě. Izraelská hraniční policie následně celý komplex uzavřela.
15. července – sobota
 Ve věku 40 let zemřela íránská matematička Marjam Mírzácháníová, nositelka Fieldsovy medaile.
16. července – neděle
 Chilskou metropoli Santiago de Chile zasáhlo o víkendu nejsilnější sněžení od roku 2007. Přívaly sněhu výrazně zkomplikovaly dopravu a způsobily velké výpadky elektřiny.
17. července – pondělí
 Turecký parlament schválil další tříměsíční prodloužení výjimečného stavu, který v zemi platí od loňského července, kdy byl zmařen pokus části armády o státní převrat.
18. července – úterý
 Reforma amerického systému zdravotního pojištění (tzv. Obamacare), jeden z klíčových volebních slibů amerického prezidenta Donalda Trumpa, bude zřejmě na delší dobu odložen pro odpor řady republikánských senátorů.
19. července – středa
 Evropská komise ostře kritizovala Polsko kvůli soudní reformě, kterou nyní projednává polský parlament. Navrhované změny by zlikvidovaly jakoukoliv zbývající nezávislost soudů a dostaly by soudní systém pod plnou politickou kontrolu vlády.
20. července – čtvrtek
 Novým indickým prezidentem byl zvolen kandidát současné vládní koalice Rám Náth Kóvind z kasty nedotknutelných (páriů).
 Polský Sejm schválil kontroverzní reformu polské justice, což vyvolalo rozsáhlé demonstrace v hlavním městě Varšavě.
 Ve věku 41 let spáchal sebevraždu Chester Bennington (na obrázku), vokalista skupiny Linkin Park.
21. července – pátek
 Palestinský prezident Mahmúd Abbás přerušil oficiální kontakty s Izraelem, po smrtelných střetech mezi izraelskou policií a muslimy požadujícími obnovení přístupu k mešitám al-Aksá a Skalní dóm na Chrámové hoře. Nejméně tři osadníci byli ubodáni při útoku v izraelské osadě Chalamiš.
 Při zemětřesení o síle 6,7 Richterovy stupnice zahynuli na řeckém ostrově Kós dva turisté a bylo zraněno okolo 120 dalších osob. Značné materiální škody vznikly v největším městě Kós. Přes 100 lidí bylo zraněno také v tureckém letovisku Bodrum.
 Hizballáh zahájil spolu s libanonskou a syrskou armádou ofenzivu proti povstalcům ze skupiny Džabhat Fatah aš-Šám operujícím v okolí libanonského města Arsal. Oblast je také základnou ozbrojenců hlásících se k Islámskému státu.
23. července – neděle
 Americké námořnictvo zařadilo do služby letadlovou loď USS Gerald R. Ford. Loď o výtlaku 100 000 tun se začala stavět v roce 2009 a náklady doposud činí 12,9 miliardy dolarů (288 miliard korun).
27. července – čtvrtek
 Michael Surbaugh náčelník Boy Scouts of America se omluvil za politický projev prezidenta Donalda Trumpa během národního jamboree.
 Nejbohatším člověkem světa se stal Jeff Bezos, zakladatel internetového obchodu Amazon.com. S majetkem přes 90 miliard dolarů vystřídal na tomto místě zakladatele Microsoftu Billa Gatese.
28. července – pátek
 Druhá studená válka: Rusko v reakci na nové sankce schválené americkým senátem oznámilo snížení počtu diplomatů v zemi na 450 a uzavření některých amerických nemovitostí v okolí Moskvy.
 Panamské dokumenty: Pákistánský premiér Naváz Šaríf rezignoval na svou funkci poté, co ho nejvyšší soud zbavil způsobilosti k výkonu veřejné funkce.
31. července – pondělí
 Představitelé amerického města Los Angeles potvrdili zájem pořádat letní olympijské hry v roce 2028. O čtyři roky dříve se tak olympijské hry budou konat v Paříži.
 Spojené státy americké vyhlásily sankce proti venezuelskému prezidentu Nicolási Madurovi kvůli „podkopávání demokracie“.
 Ve věku 89 let zemřela francouzská herečka Jeanne Moreau.